# Värmeböljan i Pakistan 2015
Värmeböljan i Pakistan 2015 var en period med mycket varmt väder som inträffade i juni och främst drabbade provinserna Sindh, södra Punjab och Balochistan. Den 29 juni uppgavs att mer än 1 400 personer hade dött av värmeböljan, främst i huvudstaden Karachi. Temperaturerna som uppnåddes i Karachi var de högsta sedan 1979. 
Elbrist i Karachi begränsade tillgången till vatten och stadens bårhus meddelade att de inte hade möjlighet att ta emot fler döda. Även på sjukhusen var det fullt och de lokala myndigheterna utfärdade katastroftillstånd på sjukhusen. Eftersom värmeböljan inträffade under fastemånaden ramadan meddelade flera präster i landet att människorna kan avstå från fastan om de upplevde att värmen var livshotande. Även myndigheterna gick ut och meddelade att det skulle råda helg, så att bybor kunde stanna hemma och undvika värmen.

## Drabbade områden
| Stad             | Provins | Antal döda |
| ---------------- | ------- | ---------- |
| Karachi          | Sindh   | 1 234      |
| Hyderabad        | Sindh   | 34         |
| Naushahro Feroze | Sindh   | 3          |
| Dadu             | Sindh   | 3          |
| Badin            | Sindh   | 5          |
| Thatta           | Sindh   | 5          |
| Tharparkar       | Sindh   | 4          |
| Totalt           |         | 1 400      |

## Högsta temperaturerna
| Datum        | Plats          | Temperatur |
| ------------ | -------------- | ---------- |
| 20 juni 2015 | Karachi        | 45 °C      |
| 20 juni 2015 | Larkana        | 49 °C      |
| 20 juni 2015 | Turbat         | 49 °C      |
| 20 juni 2015 | Sibi           | 49 °C      |
| 20 juni 2015 | Rahim Yar Khan | 43 °C      |
| 20 juni 2015 | Dadu           | 44 °C      |
| 20 juni 2015 | Multan         | 40 °C      |
| 20 juni 2015 | Nawabshah      | 41 °C      |
| 20 juni 2015 | Hyderabad      | 42 °C      |